# Pękanino (Białogard)
Pękanino (deutsch Groß Panknin) ist ein Dorf der Woiwodschaft Westpommern in Polen. Es gehört zur Gemeinde Białogard (Belgard) im Powiat Białogardzki.

## Geographische Lage
Pękanino liegt in einer Ebene drei Kilometer nördlich von Białogard an einer Nebenstraße nach Kościernica. Früher bildete der Stadtwald die Grenze zur Kreisstadt. Durch den Ort führt die Eisenbahnstrecke Stettin – Danzig. Die nächste Bahnstation ist Kościernica oder Białogard.

## Ortsgeschichte
Die Fläche von Groß Panknin umfasste im Jahre 1931 220,5 Hektar.
Im Jahre 1939 lebten in Groß Panknin 64 Bewohner in 15 Haushaltungen, wobei 45 Bürger in der Land- und Forstwirtschaft und sechs in Handel und Verkehr arbeiteten.
Bis 1945 gehörte die Landgemeinde zum Amtsbezirk Kösternitz und zum Standesamtsbezirk Roggow. Zuständiges Amtsgericht war Belgard.
Bei der Besetzung durch die Rote Armee Anfang März 1945 gab es zahlreiche Tote und Verletzte. Im Sommer 1945 begann die Vertreibung der ansässigen Bevölkerung. Groß Panknin kamen unter dem Namen Pękanino zu Polen und gehört heute zur Landgemeinde Białogard.

## Kirche
Groß Panknin gehörten bis 1945 zur  Marienkirchengemeinde in Belgard, die 1940 18.000 Gemeindeglieder zählte. Damit lag das Dorf im Kirchenkreis Belgard in der pommerschen Kirchenprovinz der evangelischen Kirche der Altpreußischen Union.
Heute gehört der Ort zur Parochie Koszalin (Köslin) in der Diözese Pommern-Großpolen der polnischen Evangelisch-Augsburgischen Kirche.

## Schule
Auch schulisch waren Groß Panknin mit der Stadt Belgard verflochten. Die Kinder besuchten früher die Stadtschulen in Belgard. 1846 wurde in Groß Panknin eine Hilfsschule für Kleinkinder eingerichtet, die bald zur vollwertigen Volksschule ausgebaut wurde.

## „Ziegelscheune“
„Ziegelscheune“ war bis 1945 ein Flurname in Groß Panknin und bezeichnete den Platz, an dem einstmals Ziegelscheunen standen, in denen die Ziegel der Belgarder St. Marien-Kirche hergestellt wurden.